# Laphria rueppelii
Laphria rueppelii är en tvåvingeart som först beskrevs av Christian Rudolph Wilhelm Wiedemann 1828.  Laphria rueppelii ingår i släktet Laphria och familjen rovflugor.
Artens utbredningsområde är Sudan. Inga underarter finns listade i Catalogue of Life.